# Якобсон, Павел Максимович
Павел Максимович Якобсон (1902—1979) — советский учёный-психолог и педагог, доктор психологических наук (1962), специалист в области психологии чувств и эмоций.
Автор ряда научных трудов. Научно-исследовательская работа П. М. Якобсона относится к следующим областям психологии: психологии искусства, психология технического мышления и творчества, психологии чувств.

## Биография
Родился в 1902 году.
В 1918—1922 годах учился на психолого-философском отделении историко-филологического факультета Московского государственного университета.
По окончании вуза Павел Якобсон начал педагогическую деятельность преподавателем психологии в средней школе. Начиная с 1925 года, работал в Академии коммунистического воспитания им. Н. К. Крупской, вёл научно-исследовательскую и методическую работу, преподавал психологию в художественных учебных заведениях (Государственная академия художественных наук, Государственный институт театрального творчества).
Участник Великой Отечественной войны — в июле 1941 году Якобсон добровольцем вступил в ряды 8-й Краснопресненской дивизии Московского ополчения, в составе которой участвовал в боях на Вязьменском плацдарме и под Ельней, где получил тяжелое ранение. Был демобилизован и с 1942 года работал доцентом кафедры психологии МГУ, с 1944 года — старший научный сотрудник института психологии Академии педагогических наук СССР.
В 1960 году П. М. Якобсон защитил докторскую диссертацию на тему «Психология чувств». Исследовал проблемы психологии чувств и эмоций, занимался изучением развития эмоционально-чувственной сферы у детей. Во второй половине 1960-х годов разрабатывал проблемы мотивации поведения человека В последние годы вел научную работу в области социальной психологии и психологии личности.
Умер 9 сентября 1979 года.